# Nils Olsson i Rödningsberg
Nils Olsson (i riksdagen kallad Olsson i Rödningsberg), född 5 augusti 1873 i Alsen, Jämtland, död där 27 december 1955, var en svensk hemmansägare och riksdagspolitiker (socialdemokrat).
Olsson var verksam som landstingsman från 1910. Han var ledamot av andra kammaren i Sveriges riksdag (invald i Jämtlands läns valkrets) 1915–1917 och 1925–1940. Från 1941 tillhörde han första kammaren (invald i Västernorrlands läns och Jämtlands läns valkrets). Han skrev i riksdagen 11 egna motioner, bland annat om anslagen till yrkesinspektionen och om ersättning för älgskada.